# Букова, Кристина Анатольевна
Кристина Анатольевна Букова, в браке Диердорп — основатель и художественный руководитель профессионального театра кукол «КУКЛА» (Эдам, Нидерланды). Член Ассоциации деятелей русских театров зарубежья, председатель жюри международного онлайн-конкурса кукольных спектаклей «Doll’s House».

## Биография
Кристина Букова — потомственная актриса театра кукол, она родилась в театральной семье в г. Одессе. Мама Кристины — Хонич Лариса Александровна — всю свою жизнь посвятила актёрской работе в Одесской филармонии, являлась мастером художественного слова и лауреатом театральной премии имени Лии Буговой (2007 год). Отец Кристины — Буков Анатолий Дмитриевич — мастер-кукловод, поэт, писатель, переводчик (одна из известных его переводческих работ: Джордж ван Фрекем «За пределы человека»). В театральной деятельности Кристина работает с раннего детства. Первым местом её профессиональной реализации стал Одесский государственный театр кукол. В 1991 году Кристина переехала в Нидерланды.

## Театр «Кукла» («Koekla»[2])
В начале 2000-х годов в Нидерландах, Кристина Букова вместе с супругом Джилианом Диердорпом, выпускником Амстердамской Академии Искусств, основали авторский театр кукол «КУКЛА».
Более 20 лет Кристина является художественным руководителем и мастером-кукловодом в театре «КУКЛА», а Джилиан — художником-постановщиком.
Режиссёр театра — Евгений Бондаренко, заслуженный артист России, лауреат Национальной театральной премии «Золотая маска».
В репертуаре театра «КУКЛА» более 20 профессиональных спектаклей, в основе которых лежат сказки/истории народов мира. Одними из популярных спектаклей являются: «Царевна Лягушка», «Три поросенка», «Дюймовочка», «Алладин» и другие. Спектакли театра проводятся на 3х языках: голландском, английском и русском.
Театр часто гастролирует. Со своими спектаклями «КУКЛА» выступала в Бельгии, Франции, Германии, Италии, Испании, Южной Индии, Румынии, Ирландии, Болгарии, Китае и т. д. Ежегодно семейный театр работает на зимних праздниках в Швейцарии и Италии.
За 20 лет истории театра было сыграно около 2500 спектаклей на разных языках в театрах, школах, домах культуры и на фестивалях.
Театр «КУКЛА» бережно хранит традиции кукольного искусства, создавая яркие, динамичные, захватывающие дух спектакли!
Девиз театра — «С любовью к детям».

## Награды
За годы своего существования спектакли были награждены многими международными премиями.
Наиболее значимые из них:
- UNIMA 2017, Международный фестиваль театров кукол (Гуанчжоу, Китай) — приз за лучшую актёрскую работу и сценографию.
- UNIMA 2018, Международный фестиваль театров кукол (Наньчан, Китай) — приз за лучшую актёрскую работу и сценографию.
- UNIMA 2018, Международный фестиваль театров кукол (Шанхай, Китай) — специальный приз «Лучший детский спектакль».

Как написала о них Ассоциация деятелей русских театров зарубежья:
«Вместе они творят волшебство: виртуозная игра Кристины в сочетании со сделанными Джилианом вручную изумительными декорациями, точно соответствующими повествованию, музыка, песни и танцы, световые и звуковые эффекты, и сказка оживает».